# 朝阳桥站

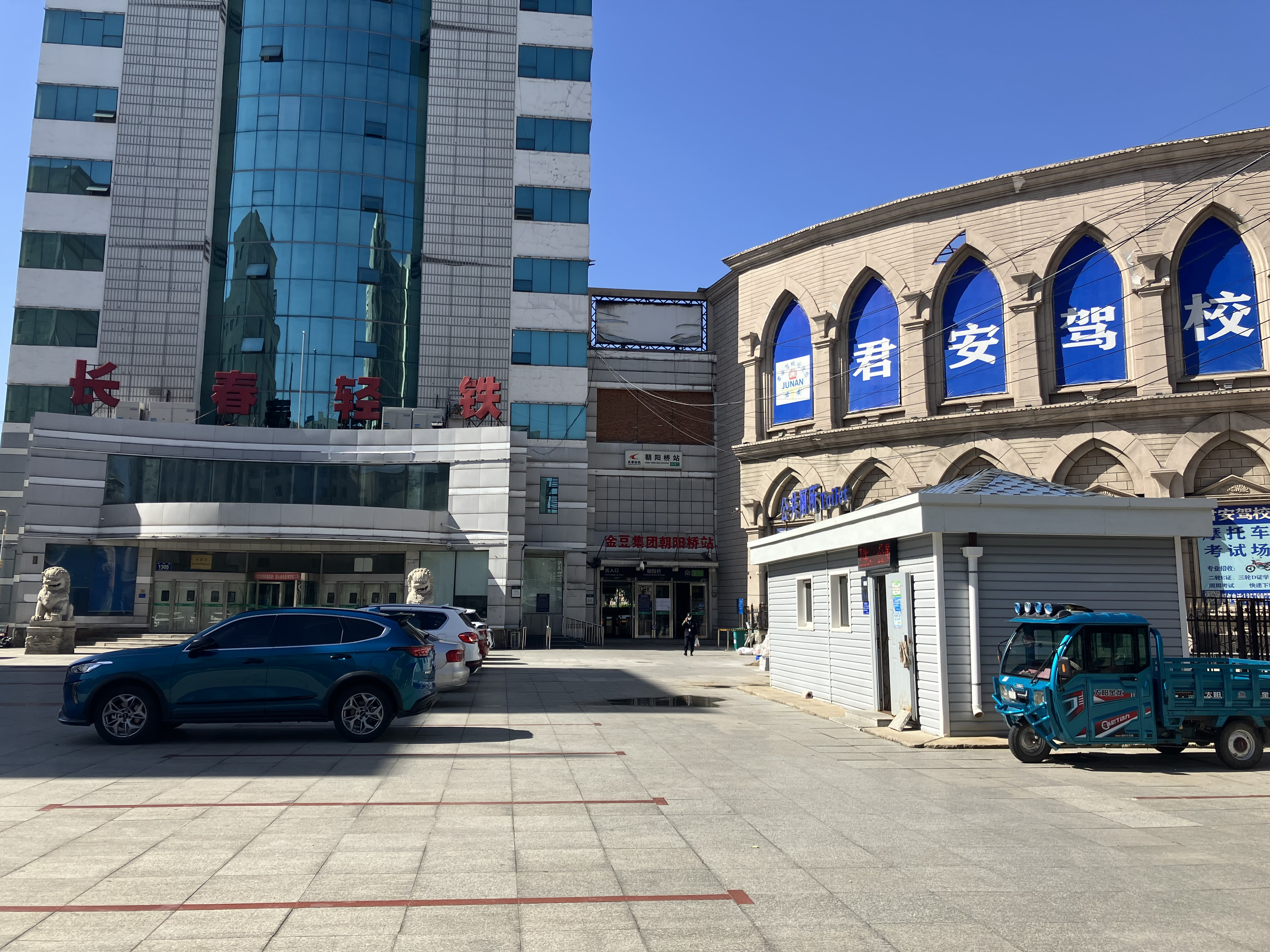
出入口与轻铁大厦

朝阳桥站是位于吉林省长春市朝阳区的一个轻轨车站，属于长春轨道交通3号线。因修建3号线东延线，于2021年3月8日暂时关闭。2021年12月31日，本站重新恢复运营。

## 车站构造
两个侧式月台，为地面车站。

## 历史
- 2002年10月30日 - 开通使用。
- 2021年3月8日 - 暂时关闭。
- 2021年12月31日 - 重新恢复运营。

## 车站周边
- 金豆集团
- 西朝阳路公铁立交桥
- 长春市安达小学